# Annona (botànica)
Annona és, després de Guatteria, el segon gènere amb més espècies de la família annonàcia. Inclou unes 170 subespècies acceptades, però n'hi ha més de 360 descrites. La majoria són arbres i arbusts de localització Neotropical i Afrotropical. Estudis paleoetnobotànics han calculat que la data de l'explotació i conreu de l'annona a la regió del riu Yautepec de Mèxic es remunta als voltants de l'any 1000 aC.

## Morfologia
Una annona pot ser un arbre o un arbust de fulla perenne o semiperenne. Els troncs tenen una fina escorça escatosa amb depressions o fissures fusionades, amples i poc fondes. Els brots nous són durs i cilíndrics amb borrons de porus oberts. Les fulles tenen forma de pala, poden ser coriàcies o fines, suaus i flexibles, amb vellositat o sense. Les tiges amb flor surten d'angles, com flors solitàries o en petits carrolls. Normalment tenen entre 3 i 4 sèpals interiors, més petits que els pètals exteriors, que no se superposen mentre estan en forma de capoll. Té entre 6 i 8 pètals carnosos en dues espirals -els pètals de l'espiral exterior són més grossos i no imbricats; els interiors són ascendents, força més petits i amb glàndules de nèctar de pigmentació més fosca. Els nombrosos estams tenen forma de bola, allargats o corbats i encaputxats o punxeguts fora del sac de l'antera. Tenen molts pistils a la base, amb diferents graus d'unió parcial i amb l'estigma distingible. Un o dos òvuls per pistil; estil i estigma en forma de bastó o de con tancat.
Produeix un fruit per cada flor, té forma entre ovalada o esfèrica. El fruit és de tipus sincàrpic (procedeix de carpels soldats) que consisteix en molts petits fruits individuals o eteris; hi ha un eteri i una llavor per pistil. Les llavors tenen forma de fesol amb un endocarpi coriaci i un recobriment rugós laminat íntimament penetrat pel tegument.
La pol·linització d'aquest gènere, la fan principalment els escarabats de la subfamília Dynastinae. Les espècies d'Annona que són morfològicament més derivades, i les espècies de Rollinia, tenen cambres florals reduïdes i així atreuen escarabats petits com el Nitidulidae o el Staphylinidae.

## Usos i conreu
Actualment, se'n conreen set espècies d'Annona més un híbrid per a ús domèstic o comercial, principalment pels seus fruits nutritius. Moltes de les espècies es fan servir en medicina tradicional per al tractament de diverses malalties. En algunes de les espècies s'han trobat policètids, que són metabòlits secundaris de bacteris o fongs i que tenen propietats farmacològiques.

## Taxonomia
El gènere fou descrit per Carl von Linné i publicat en Species Plantarum 1: 536. 1753. L'espècie que fa de tipus nomenclatural és l'Annona muricata.

## Toxicologia

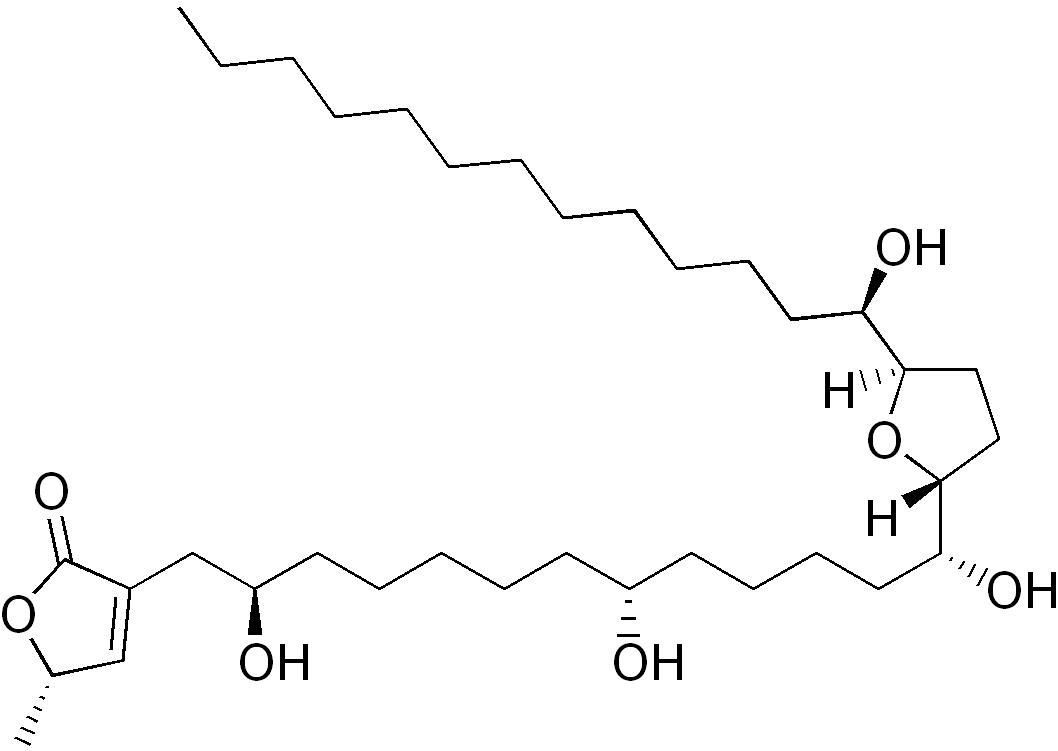
L'annonacina és una neurotoxina trobada a les llavors d’Annona muricata

El compost annonacina es troba a les llavors d'algues i plantes d’Annona muricata (la "guanabana"), que és una neurotoxina i sembla que és la causa d'una malaltia neurodegenerativa. El sol grup de persones afectat per aquesta malaltia són habitants de l'illa de Guadalupe (estat francés) al Carib. La malaltia també es coneix amb el nom de tauopatia perquè es lliga a una acumulació patològica de la proteïna Tau al cervell.

## Llista dels subgèneres
- Annona amambayensis
- Annona acuminata
- Annona ambotay
- Annona asplundiana
- Annona atabapensis
- Annona × atemoya
- Annona bullata
- Annona biflora
- Annona bicolor
- Annona brasililensis
- Annona cacans
- Annona calophylla
- Annona campestris
- Annona cherimola
- Annona chrysophylla
- Annona pubescens
- Annona tripetala
- Annona conica
- Annona coriacea
- Annona cornifolia
- Annona crassiflora
- Annona cristalensis
- Annona crotonifolia
- Annona deceptrix
- Annona deminuta
- Annona dioica
- Annona diversifolia – ilama
- Annona dolabripetala

- Annona dolichophylla
- Annona echinata
- Annona ecuadorensis
- Annona ekmanii
- Annona excellens
- Annona glabra
  - Annona palustris
- Annona glaucophylla
- Annona haematantha
- Annona hayesii
- Annona hypoglauca
- Annona hystricoides
- Annona jahnii
- Annona jamaicensis
- Annona longiflora
- Annona lutescens
- Annona macrocalyx
- Annona malmeana
- Annona manabiensis
- Annona microcarpa
- Annona montana Macfad.
  - Annona marcgravii Mart.
- Annona monticola

- Annona muricata
- Annona macrocarpa auct.
- Annona nitida
- Annona nutans
- Annona oligocarpa
- Annona paludosa
- Annona paraguayensis
- Annona phaeoclados
- Annona praetermissa
- Annona purpurea
- Annona pygmaea
- Annona reticulata
- Annona salzmannii
- Annona scleroderma
- Annona senegalensis
- Annona sericea
- Annona spinescens
- Annona spraguei
- Annona squamosa
- Annona testudinea
- Annona tomentosa
- Annona trunciflora

## Galeria d'imatges

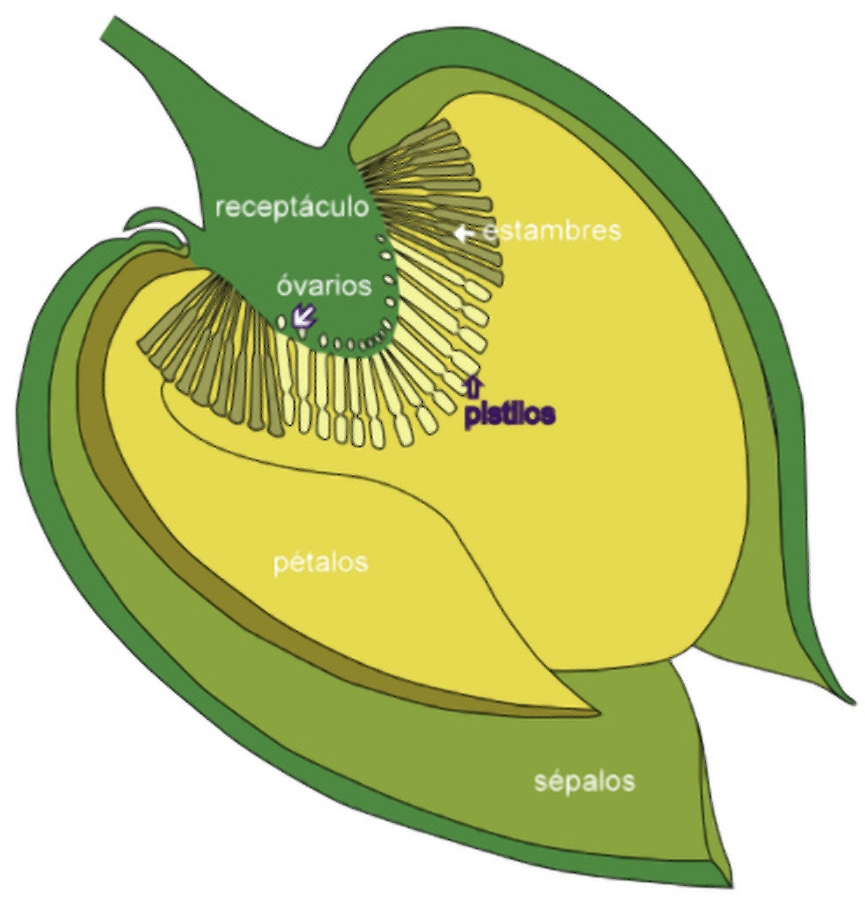
Secció longitudinal d'una flor d'Annona
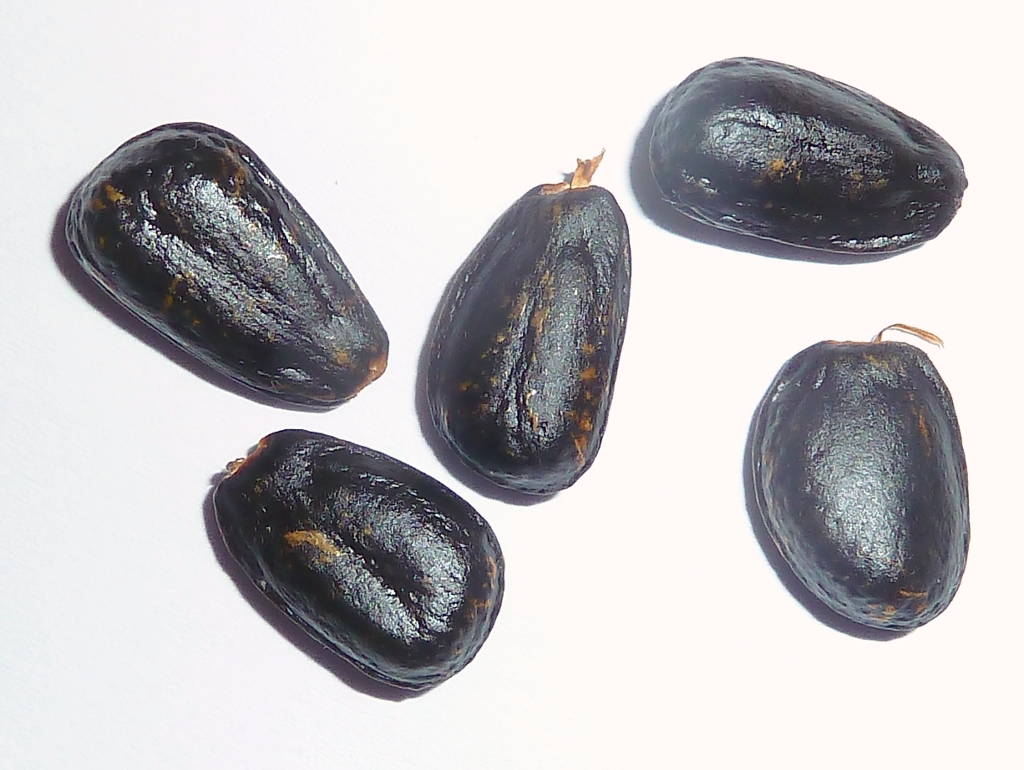
Llavors d’Annona cherimola
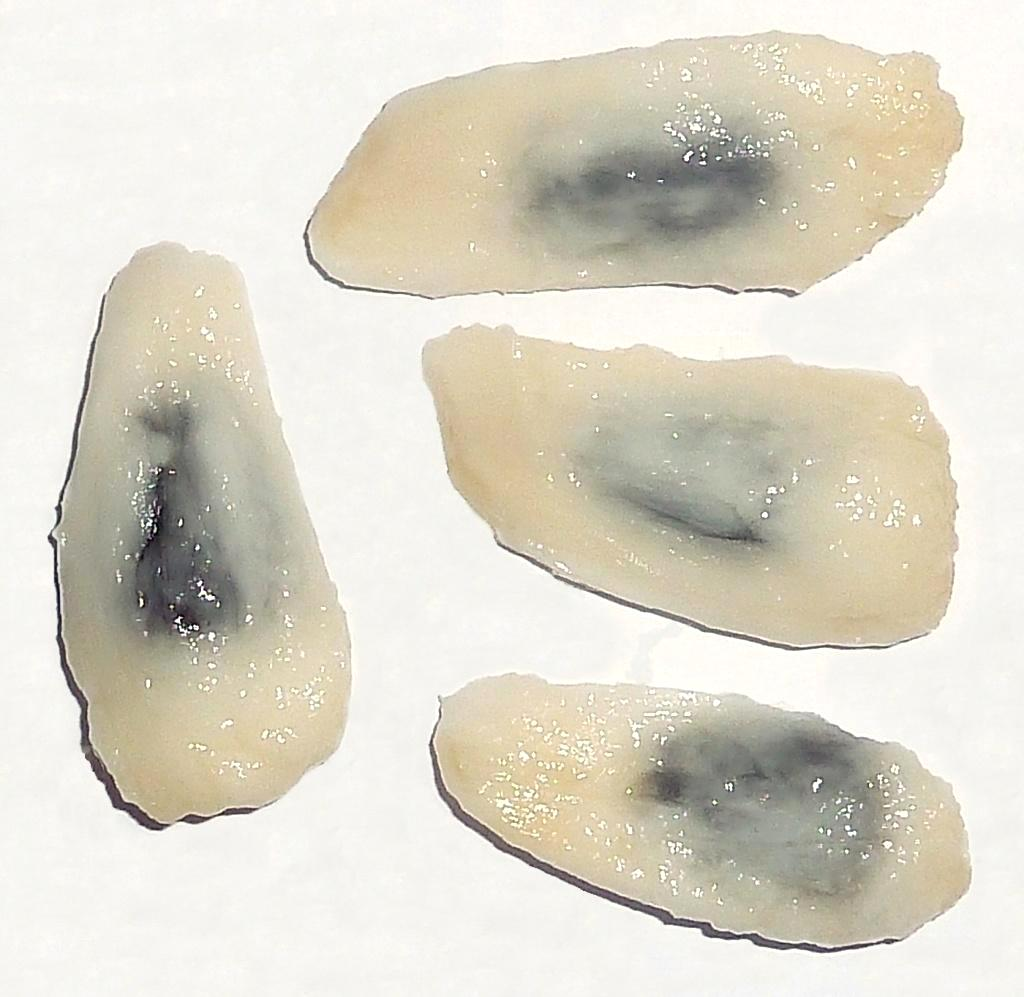
Eteris del fruit sincàrpic del xirimoier (Annona cherimola). La polpa blanca que envolta les llavors és la part dolça comestible de la fruita